# XV Corpo de Exército (Alemanha)
XV Corpo de Exército foi formado em 10 de Outubro de 1938. Era também conhecido como Gruppe Hoth / Panzergruppe Hoth em Maio de 1940 e foi redesignado 3º Panzergruppe em 16 de Novembro de 1940.

## Comandante
- Generaloberst Hermann Hoth   (10 Novembro 1938 - 16 Novembro 1940)[2]

## Chiefs of Staff
- Generalmajor Johann Joachim Stever   (10 Novembro 1938 - 11 Fevereiro 1940)[2]
- Oberstleutnant Julius von Bernuth   (15 Março 1940 - 12 Setembro 1940)
- Oberst Walther von Hünersdorff   (12 Setembro 1940 - 16 Novembro 1940)

## Oficiais de Operações
- Oberstleutnant Theodor Graf von Sponeck   (1 Outubro 1938 - 5 Fevereiro 1940)[2]
- Oberstleutnant Harald Freiherr von Elverfeldt   (5 Fevereiro 1940 - 16 Novembro 1940)

## Área de Operações
Polônia & Frente Ocidental (Setembro 1939 - Novembro 1940)

## Ordem de Batalha
8 de Junho de 1940
- 5ª Divisão Panzer
- 1ª Divisão de Infantaria (mot.)
- 7ª Divisão Panzer